# The Magazine of Fantasy & Science Fiction
The Magazine of Fantasy & Science Fiction (F&SF) – amerykańskie czasopismo publikujące literaturę science fiction i fantasy. Pismo ukazuje się 11 razy do roku. Każdy zeszyt liczy ok. 160 stron.
Pismo ukazało się po raz pierwszy jesienią 1949 r. pod nazwą The Magazine of Fantasy, ale już od drugiego numeru nosi obecną nazwę. Wydawcą była firma „Mystery House”, a obecnie „Fantasy House” – obydwa należące do wydawnictwa Mercury Press.
Pismo dziewiętnastokrotnie zdobyło nagrodę Locusa dla najlepszego czasopisma.
W latach 1958–1992 kolumnę poświęconą nauce prowadził tu Isaac Asimov (ukazała się w 399 kolejnych numerach czasopisma).
Polska edycja pod tytułem „Fantasy & Science Fiction” pod redakcją Pawła Matuszka ukazywała się jako kwartalnik w latach 2010–2012. Ogółem ukazało się 6 numerów czasopisma. Wydawcą była firma Powergraph.

## Redaktorzy naczelni
- Anthony Boucher – 1949–1958
- J. Francis McComas  – 1949–1958
- Robert P. Mills – 1958–1962
- Avram Davidson – 1962–1964
- Joseph W. Ferman – 1964–1965
- Edward L. Ferman – 1966–1991
- Kristine Kathryn Rusch – 1991–1997
- Gordon Van Gelder – od 1997